# Joseph Nicolas Brice
Pour les articles homonymes, voir Brice.
 (février 2019).
Si vous disposez d'ouvrages ou d'articles de référence ou si vous connaissez des sites web de qualité traitant du thème abordé ici, merci de compléter l'article en donnant les références utiles à sa vérifiabilité et en les liant à la section « Notes et références ».
Joseph Nicolas Noël Brice, né le 24 décembre 1783 à Lorquin (Meurthe), et, mort le 3 février 1851 à Nancy, est un général français.

## Biographie
Fils d'un instituteur et élevé par son père. Soldat volontaire, le 9 mars 1803, dans le 14e régiment de chasseurs à cheval, il est déjà maréchal-des-logis-chef, le 29 juillet 1804. Après la campagne d'Italie, il est appelé dans les chasseurs à cheval de la garde, comme simple chasseur, et cependant, dès 1809, il est lieutenant en second et décoré. Deux fois il a été blessé grièvement, à Eylau et à Wagram. C'est d'ailleurs à la suite de la bataille d'Eylau que Napoléon le décore lui même de la Légion d'Honneur au mois d'avril 1807. Ils ont ensemble l'échange suivant :
- De quel pays est-tu, lui dit l'Empereur ? - Du pays des braves ! - Tu es donc Lorrain ? - Oui, sire!
M. Brice fait les campagnes d'Autriche et de Russie en qualité de lieutenant en premier et de porte-étendard. Celles de 1814 et 1815, en qualité d'adjudant-major, de capitaine et de chef d'escadron.
Maintenu dans son grade après la rentrée des Bourbons, et placé sous les ordres de Lefebvre-Desnouettes, ex-général des chasseurs de la garde, il est sur le point d'être arrêté, après le débarquement de Napoléon Ier, et doit se placer sous la protection de son régiment.
Placé par l'Empereur à la tête du 2e corps des chasseurs volontaires de la Moselle, il fait à l'ennemi un mal incalculable, et est mis hors la loi par un ordre du feld-maréchal prince de Wrède. Un jour, le colonel Brice est sur le point d'enlever les empereurs de Russie et d'Autriche, et le roi de Prusse, à Sarrebourg.
Le 19 juillet, il signe une capitulation devenue indispensable avec le général Orlov.
Cette capitulation ne l'empêche pas d'être condamné à mort. Il se réfugie à Bruxelles, puis en Allemagne ; en 1819, M. Brice revint en France, et purge sa double contumace. On l'admet au traitement de réforme comme chef d'escadron seulement.
Le 2 août 1830, le maréchal Gérard lui confie le commandement du 3e régiment de cuirassiers qui se trouvait à Lille. En 1833, le 3e cuirassiers vient à Paris pour assister à l'inauguration de la statue de Napoléon sur la grande colonne.
« Prince, dit-il alors au jeune duc d'Orléans, si j'avais connu la position de la statue, j'aurais commandé le salut militaire à mon régiment. — Vous auriez bien fait, colonel, répliqua le prince. »
Le colonel tient garnison à Haguenau lorsque éclate la tentative de Strasbourg. Il avait connu à Baden le prince Louis-Napoléon Bonaparte. Il en reçoit une lettre d'appel ; mais il ne croit pas devoir y répondre. Cependant, peu de jours après, il est, sans enquête préalable, enlevé à son régiment et mis en retrait d'emploi.
Il est remis en activité en mai 1837, et envoyé en Afrique comme commandant de place à Bone. Bientôt, ne pouvant obtenir la conservation de son titre de colonel de cavalerie, il demande et obtient son retour en France, mais en non-activité par retraite d'emploi.
Le 28 février 1848, le colonel Brice est promu au grade de général de brigade par le gouvernement provisoire.
Il est par la suite officier de la Légion d'honneur[Quand ?], et commande la 4e subdivision de la 3e division militaire.